# 第34回東京国際映画祭
第34回東京国際映画祭（だい34かいとうきょうこくさいえいがさい、34th Tokyo International Film Festival）は、2021年（令和3年）10月30日（土）から11月8日（月）の10日間に渡って開催された。フランスの女優イザベル・ユペールがコンペティション部門の審査委員長を務めた。

## 概要
今回はプログラミング・ディレクターを2004年より勤めた矢田部吉彦から東京フィルメックスの創設者でもある市山尚三に交代をし、「コロナを超えたその先の映画の在り方を考えていく」、「国際映画祭として『国際』色を高めていく」、「男女平等、環境保全などSDGsへ積極的に取り組んでいく」という目的を踏まえ、「越境」というコンセプトを掲げて映画祭が行われた。それに伴い、部門の改編や上映会場の変更が行われた。部門は前々回以来となる「コンペティション」と「アジアの未来」が復活し、それに伴い、映画祭の最高賞は前回の「観客賞」から前々回以来となる「東京グランプリ」が授与される。また、「特別招待作品」を「ガラ・セレクション」、「Japan Now」を「Nippon Cinema Now」とそれぞれ名称を変更し、「TIFF シリーズ 部門」を新設した。「ガラ・セレクション」は前回の19作品（特別上映を含む）から10作品に縮小、「Nippon Cinema Now」ではより多様性に富んだ邦画作品を世界に向けて紹介し、「Japan Now」部門で今一番海外へ紹介したい映画人として行った映画界の第一線で活躍してきていた映画人の特集をこれから世界に打って出るであろうアップライジングな新しい才能に焦点をあてる形で特集を組むこととし、吉田恵輔監督の特集を行った。上映会場は2004年からメイン会場として使用されてきた六本木に代わり、今年から日比谷・銀座地区に移転し、複数の劇場を使用して実施した。メイン会場の移転は同時期に開催される東京フィルメックスと会場を隣接することにより観客の鑑賞利便の向上を狙ってのことである。
開催期間は10月30日（土）から11月8日（月）の10日間開催され、初日が土曜日、最終日が月曜日、開催期間が10日間なのは前回から変わらない。初日に行われるオープニングセレモニーは前回に引き続き東京国際フォーラムのホールC、最終日に行われるクロージングセレモニーはTOHOシネマズ日比谷のスクリーン12にて行われた。また、屋外上映のイベントなどでは東京ミッドタウン日比谷の日比谷ステップ広場にて開催された。オープニング作品はクリント・イーストウッド監督・主演の『クライ・マッチョ』、クロージング作品はミュージカル映画『ディア・エヴァン・ハンセン』が上映された。オープニング作品、クロージング作品がともに外国映画となるのは第25回（2012年）以来8回ぶりとなる。映画祭期間中に上映される作品は合計で126本で、邦画の本数は68本となり、比率は54％。ワールドプレミア(世界初上映)作品は31本で、比率は23.8％となった。

### 新型コロナウイルス感染症に対しての取り組み
今回は前回に引き続き、新型コロナウイルス感染症の世界的流行が続いていることから開催にあたって、東京都策定の「事業者向け東京都感染拡大防止ガイドライン」、全国興行生活衛生同業組合連合会策定の「映画館における新型コロナウイルス感染拡大予防ガイドライン」を踏まえた形で「新型コロナウイルス感染症予防対策基本指針」を策定した。「密閉・密集・密接回避」、「大声や近距離での会話の回避」、「手洗い・うがい・こまめな手指消毒」、「マスクの常時活用」、「検温」、「飛沫防止」、「法令を遵守した換気システム」、「会場施設・備品のこまめな消毒」、「抗原検査の実施」を主とした感染対策を実施した。

### SDGsへの取り組み
今回は開催目的に「男女平等、環境保全などSDGsへ積極的に取り組んでいく」と踏まえることからSDGsの活動にも積極的に取り組む姿勢を明らかにした。
- 「4.■ 【教育】質の高い教育をみんなに」
  - 多様性あふれる映画を映画館でのフィジカルな上映を基本とした最良の環境で、全てのお客さんに提供することを目指し、上映館で車椅子席の対応を行う。
- 「5.■ 【ジェンダー】ジェンダー平等を実現しよう」
  - 世界の映画業界の男女平等を推進している国際的活動「Collectif 50/50」にアジアの映画祭で初めて賛同し、事務局で働く女性は80名中49名で約6割を占め（2021年9月1日時点）、今回の審査員はコンペティションに5名中3名、アジアの未来に3名中1名と全体で8名中4名が女性で男女半々になるように対応した。また、映画祭期間中に上映される作品126本のうち、男女共同監督を含めた女性監督作品は33本(女性のみ29本、男女共同4本)で、全体の中での比率は昨年の16.7％を上回る26.2％となった[8]。
- 「12.■ 【持続可能な消費と生産】つくる責任　つかう責任」
  - 「10年後になくなるべきブランド」として廃棄されたビニール傘を使った素材でバッグやケースなどを作る「PLASTICITY」とコラボレーションをしたオリジナルのマルチケースを製作・販売する。
- 「15.■ 【陸上資源】陸の豊かさも守ろう」
  - 映画祭のポスター、ガイド、公式プログラムなどの宣材に使用する紙を環境に配慮されたFSC認証紙やベジタブルインキなどのエコ素材にし、公式グッズのトートバッグはオーガニックコットンを使用した。
- 「16.■ 【平和】平和と公正をすべての人に」
  - 映画祭にて他の様々な映画と共に紛争、差別、虐待があり、そういった厳しい現実を描いた映画を紹介することで、世界のそういった現実に目を向けてもらい、思いをはせるきっかけを作る。
- 「17.■ 【実施手段】パートナーシップで目標を達成しよう」
  - 国際映画製作者連盟で映画祭委員会に選定され、世界の映画祭との連携を強化、国内の映画会社との連携し、映画を通してより豊かな世界の実現に向けてパートナーシップを強める。

## 経緯
2021年
- 3月1日、開催日が発表された。
- 3月15日、上映会場の移転、市山尚三のプログラミング・ディレクター就任、映画関係者の男女平等を推進している「Collectif 50/50」にアジアの映画祭として初めて署名したことを発表された。
- 5月17日、7月16日までコンペティション部門とアジアの未来部門の作品エントリーの受付を開始した。
- 7月19日、新たに15分以下の短編の審査によって決定される新人監督賞「Amazon Prime Video テイクワン賞」を設けることを発表された。
- 8月27日、国際映画製作者連盟の映画祭委員会メンバーに初めて選出されたことが発表された。任期は2021年から2024年度までの3年間。
- 9月7日、コシノジュンコがビジュアルを手がけた映画祭のポスターが発表された。
- 9月14日、特集企画として吉田恵輔監督の特集を実施することが発表された。
- 9月21日、オープニング作品・クロージング作品が発表された。
- 9月22日、特別招待作品部門がガラ・セレクション部門への変更、フェスティバルソングにmillennium paradeによる「Bon Dance」の使用、ジャパニーズ・アニメーション部門に大塚康生の特集や生誕50周年を迎えた「仮面ライダー」シリーズの特集が決まったことが発表された。
- 9月24日、コンペティション部門の審査委員長にイザベル・ユペールが就任することが発表された。
- 9月28日、各部門の上映作品のラインナップ発表・審査委員・各イベントの魅力・見所を発表する記者会見が行われ、フェスティバル・アンバサダーに橋本愛が就任することが発表された。
- 9月30日、10月5日まで「クライ・マッチョ」、「フレンチ・ディスパッチ ザ・リバティ、カンザス・イヴニング・サン別冊」、「ラストナイト・イン・ソーホー」のチケットの抽選販売が行われた。
- 10月23日、チケットの一般販売が開始された。
- 10月30日、東京国際フォーラムにてオープニングセレモニーが行われた。
- 11月8日、TOHOシネマズ日比谷にてクロージングセレモニーが行われた。

## 上映作品
ワールド・プレミアは世界初上映、インターナショナル・プレミアは製作国以外で初上映、アジアン・プレミアはアジアにて初上映、ジャパン・プレミアは日本初上映、*は長編監督デビュー作となったことを意味する。

### コンペティション
2021年1月以降に完成した長編映画を対象に、113の国と地域から1,533本の応募作品の中から、選出された15本の作品を上映し、国際的な映画人で構成される審査委員のもと、クロージングセレモニーで各賞が決定される。
| 上映題 （劇場公開題・DVD題） | 英語題 （原題）                             | 監督                                            | 製作国                           | 備考                                                      | 出典        |
| ---------------------------- | ------------------------------------------- | ----------------------------------------------- | -------------------------------- | --------------------------------------------------------- | ----------- |
| アリサカ                     | Arisaka                                     | ミカイル・レッド                                | フィリピン                       | ワールド・プレミア上映 国際交流基金アジアセンター共催上映 | [ 上映 1 ]  |
| カリフォルニエ               | Californie                                  | アレッサンドロ・カッシゴリ ケイシー・カウフマン | イタリア                         | アジアン・プレミア上映                                    | [ 上映 2 ]  |
| クレーン・ランタン           | Crane Lantern (Durna Çırağı)                | ヒラル・バイダロフ                              | アゼルバイジャン                 | ワールド・プレミア上映                                    | [ 上映 3 ]  |
| ザ・ドーター                 | The Daughter (La Hija)                      | マヌエル・マルティン・クエンカ                  | スペイン                         | アジアン・プレミア上映                                    | [ 上映 4 ]  |
| その日の夜明け               | The Dawning of the Day (Alborada)           | アソカ・ハンダガマ                              | スリランカ                       | ワールド・プレミア上映 国際交流基金アジアセンター共催上映 | [ 上映 5 ]  |
| 四つの壁                     | The Four Walls                              | バフマン・ゴバディ                              | トルコ                           | ワールド・プレミア上映                                    | [ 上映 6 ]  |
| オマージュ                   | Hommage (오마주)                            | シン・スウォン                                  | 韓国                             | ワールド・プレミア上映 2023年3月10日に日本で劇場公開      | [ 上映 7 ]  |
| ちょっと思い出しただけ       | Just Remembering                            | 松居大悟                                        | 日本                             | ワールド・プレミア上映 2022年2月11日に日本で劇場公開      | [ 上映 8 ]  |
| 市民 (母の聖戦)              | La Civil                                    | テオドラ・アナ・ミハイ                          | ベルギー · ルーマニア · メキシコ | アジアン・プレミア上映 2023年1月20日に日本で劇場公開      | [ 上映 9 ]  |
| 一人と四人                   | One and Four (一个和四个)                   | ジグメ・ティンレー                              | 中国                             | ワールド・プレミア上映 国際交流基金アジアセンター共催上映 | [ 上映 10 ] |
| もうひとりのトム             | The Other Tom (El otro Tom)                 | ロドリゴ・プラ ラウラ・サントゥージョ           | メキシコ アメリカ合衆国          | アジアン・プレミア上映                                    | [ 上映 11 ] |
| 復讐                         | Payback (Resbak)                            | ブリランテ・メンドーサ                          | フィリピン                       | ワールド・プレミア上映 国際交流基金アジアセンター共催上映 | [ 上映 12 ] |
| ある詩人                     | Poet (Akyn)                                 | ダルジャン・オミルバエフ                        | カザフスタン                     | ワールド・プレミア上映                                    | [ 上映 13 ] |
| 三度目の、正直               | Third Time Lucky                            | 野原位                                          | 日本                             | ワールド・プレミア上映 2022年1月22日に日本で劇場公開      | [ 上映 14 ] |
| ヴェラは海の夢を見る         | Vera Dreams of the Sea (Vera Andrron Detin) | カルトリナ・クラスニチ                          | コソボ 北マケドニア アルバニア   | アジアン・プレミア上映                                    | [ 上映 15 ] |

### アジアの未来
長編3本目までのアジアの新鋭監督の作品を世界に先駆けて上映するアジア・コンペティション部門。今年は日本映画2本が入選し、すべてワールド・プレミア上映の10作品が競い合い、最優秀作品には「アジアの未来 作品賞」が贈られる。
| 上映題 （劇場公開題・DVD題）                | 英語題 （原題）                                        | 監督                                 | 製作国                                        | 備考                                                      | 出典        |
| ------------------------------------------- | ------------------------------------------------------ | ------------------------------------ | --------------------------------------------- | --------------------------------------------------------- | ----------- |
| アメリカン・ガール （アメリカから来た少女） | American Girl (美國女孩)                               | ロアン・フォンイー                   | 台湾                                          | ワールド・プレミア上映 国際交流基金アジアセンター共催上映 | [ 上映 16 ] |
| ASU:日の出                                  | Asu                                                    | サンジーワ・プシュパクマーラ         | スリランカ                                    | ワールド・プレミア上映 国際交流基金アジアセンター共催上映 | [ 上映 17 ] |
| もろい絆                                    | The Brittle Thread (Jhini Bini Chadariya)              | リテーシュ・シャルマー               | インド                                        | ワールド・プレミア上映 国際交流基金アジアセンター共催上映 | [ 上映 18 ] |
| ブローカーたち                              | The Brokers (The Brokers)                              | ダニエル・R・パラシオ                | フィリピン                                    | ワールド・プレミア上映 国際交流基金アジアセンター共催上映 | [ 上映 19 ] |
| 異郷の来客                                  | The Coffin Painter (异乡来客)                          | ダーフェイ                           | 中国                                          | ワールド・プレミア上映 国際交流基金アジアセンター共催上映 | [ 上映 20 ] |
| 最後の渡り鳥たち                            | The Last Birds of Passage (Turna Misali)               | イフェト・エレン・ダヌシュマン・ボズ | トルコ                                        | ワールド・プレミア上映 国際交流基金アジアセンター共催上映 | [ 上映 21 ] |
| よだかの片想い                              | The Nighthawk's First Love                             | 安川有果                             | 日本                                          | ワールド・プレミア上映 2022年9月16日に日本で劇場公開      | [ 上映 22 ] |
| 誰かの花                                    | Somebody's Flowers                                     | 奥田裕介                             | 日本                                          | ワールド・プレミア上映 2022年1月29日に日本で劇場公開      | [ 上映 23 ] |
| ザクロが遠吠えする頃                        | When Pomegranates Howl (Vaght-e Chigh-e Anar)          | グラナーズ・ムサウィー               | アフガニスタン オーストラリア オランダ イラン | ワールド・プレミア上映 国際交流基金アジアセンター共催上映 | [ 上映 24 ] |
| 世界、北半球                                | World, Northern Hemisphere (Jahan, Nimkoreh-e Shomali) | ホセイン・テヘラニ                   | イラン                                        | ワールド・プレミア上映 国際交流基金アジアセンター共催上映 | [ 上映 25 ] |

### ガラ・セレクション
日本公開前の最新作をプレミア上映する。今年の世界の国際映画祭で話題になった作品、国際的に知られる巨匠の最新作、本国で大ヒットした娯楽映画など、映画祭を盛り上げる作品を10本上映する。昨年まで実施された「特別招待作品」から名称変更。なお、本項目では10本に加えて、オープニング作品とクロージング作品を明記する。
| 上映題 （劇場公開題・DVD題）                                        | 英語題 （原題）                                        | 監督                             | 製作国                                                      | 備考 | 出典        |
| ------------------------------------------------------------------- | ------------------------------------------------------ | -------------------------------- | ----------------------------------------------------------- | --- | ----------- |
| クライ・マッチョ                                                    | Cry Macho                                              | クリント・イーストウッド         | アメリカ合衆国                                              | オープニング作品 2022年1月14日に日本で劇場公開                                                                                  | [ 上映 26 ] |
| ディア・エヴァン・ハンセン                                          | Dear Evan Hansen                                       | スティーヴン・チョボスキー       | アメリカ合衆国                                              | クロージング作品 ジャパン・プレミア上映 2021年11月26日に日本で劇場公開                                                          | [ 上映 27 ] |
| チュルリ                                                            | Churuli (ചുരുളി)                                          | リジョー･ジョーズ･ペッリシェーリ | インド                                                      | ワールド・プレミア上映 国際交流基金アジアセンター共催上映                                                                       | [ 上映 28 ] |
| タミー・フェイの瞳                                                  | The Eyes of Tammy Faye                                 | マイケル・ショウォルター         | アメリカ合衆国                                              | ジャパン・プレミア上映 2022年2月2日に日本で配信リリース                                                                         | [ 上映 29 ] |
| フレンチ・ディスパッチ ザ・リバティ、カンザス・イヴニング・サン別冊 | The French Dispatch of the Liberty, Kansas Evening Sun | ウェス・アンダーソン             | アメリカ合衆国                                              | ジャパン・プレミア上映 2022年1月28日に日本で劇場公開                                                                            | [ 上映 30 ] |
| GENSAN PUNCH 義足のボクサー (仮) (義足のボクサー GENSAN PUNCH)      | GENSAN PUNCH                                           | ブリランテ・メンドーサ           | フィリピン 日本                                             | ジャパン・プレミア上映 国際交流基金アジアセンター共催上映 2022年6月10日に日本で劇場公開                                         | [ 上映 31 ] |
| Hand of God -神の手が触れた日-                                      | The Hand of God (È stata la mano di Dio)               | パオロ・ソレンティーノ           | イタリア                                                    | ジャパン・プレミア上映 第78回ヴェネツィア国際映画祭 銀獅子賞 受賞作品 2021年12月15日にNETFLIXで配信                             | [ 上映 32 ] |
| ラストナイト・イン・ソーホー                                        | Last Night in Soho                                     | エドガー・ライト                 | イギリス                                                    | ジャパン・プレミア上映 2021年12月10日に日本で劇場公開                                                                           | [ 上映 33 ] |
| リンボ                                                              | Limbo (智齒)                                           | ソイ・チェン                     | 香港                                                        | ジャパン・プレミア上映 | [ 上映 34 ] |
| MEMORIA メモリア                                                    | Memoria                                                | アピチャッポン・ウィーラセタクン | コロンビア · タイ · フランス · ドイツ · メキシコ · カタール | ジャパン・プレミア上映 国際交流基金アジアセンター共催上映 第74回カンヌ国際映画祭 審査員賞 受賞作品 2022年3月4日に日本で劇場公開 | [ 上映 35 ] |
| パワー・オブ・ザ・ドッグ                                            | The Power of the Dog                                   | ジェーン・カンピオン             | ニュージーランド オーストラリア                             | ジャパン・プレミア上映 第78回ヴェネツィア国際映画祭 銀獅子賞 受賞作品 2021年12月1日にNETFLIXで配信                              | [ 上映 36 ] |
| Raging Fire(英題) (レイジング・ファイア)                            | Raging Fire (怒火)                                     | ベニー・チャン                   | 香港 中国                                                   | ジャパン・プレミア上映 2021年12月24日に日本で劇場公開                                                                           | [ 上映 37 ] |

### ワールド・フォーカス
世界の国際映画祭で注目された話題作、日本での公開がまだ決まっていない最新の作品などを上映する。
| 上映題 （劇場公開題・DVD題）  | 英語題 （原題）                                                                     | 監督                                       | 製作国                                        | 備考 | 出典        |
| ----------------------------- | ----------------------------------------------------------------------------------- | ------------------------------------------ | --------------------------------------------- | --- | ----------- |
| 洞窟                          | Il Buco                                                                             | ミケランジェロ・フランマルティーノ         | イタリア フランス ドイツ                      | ジャパン・プレミア上映 第78回ヴェネツィア国際映画祭 審査員特別賞 受賞作品                                                        | [ 上映 38 ] |
| ムリナ                        | Murina                                                                              | アントネータ・アラマット・クシヤノヴィッチ | クロアチア ブラジル アメリカ合衆国 スロベニア | アジアン・プレミア上映 第74回カンヌ国際映画祭 カメラ・ドール 受賞作品                                                            | [ 上映 39 ] |
| スワン・ソング (スワンソング) | Swan Song                                                                           | トッド・スティーヴンス                     | アメリカ合衆国                                | ジャパン・プレミア上映 2022年8月26日に日本で劇場公開                                                                             | [ 上映 40 ] |
| テロライザーズ (青春弑恋)     | Terrorizers (青春弑戀)                                                              | ホー・ウィディン                           | 台湾                                          | ジャパン・プレミア上映 国際交流基金アジアセンター共催上映 2023年3月24日に日本で劇場公開                                          | [ 上映 41 ] |
| 復讐は神にまかせて            | Vengeance Is Mine, All Others Pay Cash (Seperti Dendam, Rindu Harus Dibayar Tuntas) | エドウィン                                 | インドネシア シンガポール ドイツ              | ジャパン・プレミア上映 国際交流基金アジアセンター共催上映 第74回ロカルノ国際映画祭 金豹賞 受賞作品 2022年8月20日に日本で劇場公開 | [ 上映 42 ] |

#### 第18回ラテンビート映画祭 IN TIFF
第32回から3年連続となる「ラテンビート映画祭」とのコラボレーションで、スペインや中南米の秀作も上映する。
| 上映題 （劇場公開題・DVD題） | 英語題 （原題）   | 監督                           | 製作国                  | 備考                                                     | 出典        |
| ---------------------------- | ----------------- | ------------------------------ | ----------------------- | -------------------------------------------------------- | ----------- |
| 箱                           | The Box (La Caja) | ロレンソ・ビガス               | アメリカ合衆国 メキシコ | アジアン・プレミア上映                                   | [ 上映 43 ] |
| リベルタード                 | Libertad          | クララ・ロケ                   | スペイン ベルギー       | アジアン・プレミア上映                                   | [ 上映 44 ] |
| ベネシアフレニア             | Veneciafrenia     | アレックス・デ・ラ・イグレシア | スペイン                | インターナショナル・プレミア上映 2023年4月21日に劇場公開 | [ 上映 45 ] |

### Nippon Cinema Now
この1年の日本映画を対象に、特に海外に紹介されるべき日本映画という観点から選考された作品を上映する部門。
| 上映題                 | 英語題              | 監督             | 製作国 | 備考                                                  | 出典        |
| ---------------------- | ------------------- | ---------------- | ------ | ----------------------------------------------------- | ----------- |
| 彼女が好きなものは     | What She Likes...   | 草野翔吾         | 日本   | ジャパン・プレミア上映 2021年12月3日に日本で劇場公開  | [ 上映 46 ] |
| 川っぺりムコリッタ     | Riverside Mukolitta | 荻上直子         | 日本   | 2022年9月16日に日本で劇場公開                         | [ 上映 47 ] |
| 親密な他人             | Intimate Stranger   | 中村真夕         | 日本   | ワールド・プレミア上映 2022年3月5日に日本で劇場公開   | [ 上映 48 ] |
| スパゲティコード・ラブ | Spaghetti Code Love | 丸山健志         | 日本   | ジャパン・プレミア上映 2021年11月26日に日本で劇場公開 | [ 上映 49 ] |
| なぎさ                 | Nagisa              | 古川原壮志       | 日本   | ワールド・プレミア上映 2023年5月12日に日本で劇場公開  | [ 上映 50 ] |
| 名付けようのない踊り   | The Unnamable Dance | 犬童一心         | 日本   | ジャパン・プレミア上映 2022年1月28日に日本で劇場公開  | [ 上映 51 ] |
| ムーンライト・シャドウ | Moonlight Shadow    | エドモンド・ヨウ | 日本   | 2021年9月10日に日本で劇場公開                         | [ 上映 52 ] |

#### 人間の心理をえぐる鬼才 𠮷田恵輔
近年注目すべき秀作を次々と発表し、今後の海外での評価が期待される𠮷田恵輔監督作品の特集上映。
| 上映題       | 英語題      | 監督     | 製作国 | 備考                                       | 出典        |
| ------------ | ----------- | -------- | ------ | ------------------------------------------ | ----------- |
| 空白         | Intolerance | 𠮷田恵輔 | 日本   | 2021年9月23日に日本で劇場公開              | [ 上映 53 ] |
| BLUE/ブルー  | Blue        | 𠮷田恵輔 | 日本   | 2021年4月9日に日本で劇場公開               | [ 上映 54 ] |
| ヒメアノ～ル | Hime-Anole  | 𠮷田恵輔 | 日本   | 2016年の作品 2016年5月28日に日本で劇場公開 | [ 上映 55 ] |

### ジャパニーズ・アニメーション
部門のキーワードとして「温故知新」を掲げ、最新のアニメに加えて、回顧上映も行う。

#### 2021年、主人公の背負うもの
2021年に製作された日本の最新長編アニメーションが描こうとしているものに注目し、普段アニメを見ない映画ファンに監督の名前を憶えてもらう気持ちを込めた特集上映。
| 上映題                    | 英語題                     | 監督              | 製作国 | 備考                                                 | 出典        |
| ------------------------- | -------------------------- | ----------------- | ------ | ---------------------------------------------------- | ----------- |
| 犬王                      | INU-OH                     | 湯浅政明          | 日本   | ジャパン・プレミア上映 2022年5月28日に日本で劇場公開 | [ 上映 56 ] |
| 漁港の肉子ちゃん          | Fortune Favors Lady Nikuko | 渡辺歩            | 日本   | 2021年6月11日に日本で劇場公開                        | [ 上映 57 ] |
| グッバイ、ドン・グリーズ! | Goodbye, DonGlees          | いしづかあつこ    | 日本   | ワールド・プレミア上映 2022年2月18日に日本で劇場公開 | [ 上映 58 ] |
| フラ・フラダンス          | Hula Fulla Dance           | 水島精二 (総監督) | 日本   | 2021年12月3日に日本で劇場公開                        | [ 上映 59 ] |

#### アニメーター・大塚康生の足跡
アニメ黎明期から活躍し、2021年3月に逝去したアニメーター・大塚康生の足跡を振り返るドキュメンタリーを含む特集上映。
| 上映題                               | 英語題                                        | 監督     | 製作国 | 備考                                       | 出典        |
| ------------------------------------ | --------------------------------------------- | -------- | ------ | ------------------------------------------ | ----------- |
| じゃりン子チエ                       | Chie the Brat: Downtown Story                 | 高畑勲   | 日本   | 1981年の作品 1981年4月11日に日本で劇場公開 | [ 上映 60 ] |
| 記録映画『飄々～拝啓、大塚康生様～』 | Hyouhyou: Haikei, Otsuka Yasuo-sama           | 宇城秀紀 | 日本   | 2015年の作品 2019年8月3日に日本で劇場公開  | [ 上映 61 ] |
| わんぱく王子の大蛇退治               | The Little Prince and The Eight-Headed Dragon | 芹川有吾 | 日本   | 1963年の作品 1963年3月24日に日本で劇場公開 | [ 上映 62 ] |

#### 「仮面ライダー」の未来へ
生誕50周年を迎えた「仮面ライダー」シリーズをピックアップし、50周年記念大型プロジェクトとして発表された「シン・仮面ライダー」、「仮面ライダーBLACK SUN」、アニメ化される「風都探偵」のそれぞれの原点となる昭和・平成の3作品を特集上映。また、屋外上映でも「仮面ライダー」の特集上映が行われる。
| 上映題 | 英語題 | 監督            | 製作国 | 備考 | 出典        |
| --- | --- | --------------- | ------ | --- | ----------- |
| 仮面ライダー - 『仮面ライダー対ショッカー』（1972年/32分） - 『仮面ライダー対じごく大使』（1972年/36分） - 『仮面ライダーV3対デストロン怪人』（1973年/32分） | MASKED RIDER - MASKED RIDER vs. Shocker - MASKED RIDER vs. The Ambassador from Hell - MASKED RIDER V3 vs. Destron       | 山田稔          | 日本   | 100分の上映。 1972年3月18日に日本で劇場公開 1972年7月16日に日本で劇場公開 1973年7月18日に日本で劇場公開 | [ 上映 63 ] |
| 仮面ライダーBLACK - 『仮面ライダーBLACK 鬼ヶ島へ急行せよ』（1987年/25分） - 『劇場版 仮面ライダーディケイド オールライダー対大ショッカー』（2009年/66分）    | MASKED RIDER BLACK - MASKED RIDER BLACK Hurry to Onigashima - MASKED RIDER DECADE the Movie: All Riders vs. Dai-Shocker | 小西通雄 金田治 | 日本   | 91分の上映。 1988年3月12日に日本で劇場公開 2009年8月8日に日本で劇場公開                                 | [ 上映 64 ] |
| 仮面ライダーW FOREVER AtoZ/運命のガイアメモリ | KAMEN RIDER DOUBLE the Movie Forever A to Z / The Gaia Memories of Fate                                                 | 坂本浩一        | 日本   | 2010年8月7日に日本で劇場公開                                                                            | [ 上映 65 ] |

#### TIFF マスタークラス
| イベント題                   | 英語題                                    | 登壇者                                             | 備考                                                       | 出典        |
| ---------------------------- | ----------------------------------------- | -------------------------------------------------- | ---------------------------------------------------------- | ----------- |
| 2021年、主人公の背負うもの   | Seeing 2021 Through the Main Character    | 渡辺歩 水島精二 (モデレーター) 藤津亮太            | 事前申し込み制の入場無料 YouTube公式チャンネルにて無料公開 | [ 上映 66 ] |
| アニメーター・大塚康生の足跡 | The Legacy of Animator Otsuka Yasuo       | 小田部羊一 友永和秀 叶精二 (モデレーター) 藤津亮太 | YouTube公式チャンネルにて無料公開                          | [ 上映 67 ] |
| 「仮面ライダー」の未来へ     | Celebrating KAMEN RIDER's Past and Future | 白倉伸一郎 三条陸 (モデレーター) 藤津亮太          | 事前申し込み制の入場無料 YouTube公式チャンネルにて無料公開 | [ 上映 68 ] |

### 日本映画クラシックス
森田芳光監督の生誕70周年、没後10年を記念し、代表作『家族ゲーム』の4K修復版の世界初上映と田中絹代の監督作品4本の4K修復版を特集上映。
| 上映題     | 英語題                                            | 監督     | 製作国 | 備考                                                                                            | 出典        |
| ---------- | ------------------------------------------------- | -------- | ------ | ----------------------------------------------------------------------------------------------- | ----------- |
| 家族ゲーム | The Family Game [4K Digitally Remastered Version] | 森田芳光 | 日本   | ワールド・プレミア上映 1983年の作品 1983年6月4日に日本で劇場公開 4Kデジタルリマスター版での上映 | [ 上映 69 ] |

#### 田中絹代監督特集
同年のカンヌ国際映画祭にて『月は上りぬ』の4K復元版やリュミエール映画祭にて監督作品の特集上映が行われるなど映画監督として世界で再評価が広がり始めている日本映画を代表する大女優であると同時に日本における女性映画監督の草分け的存在でもある田中絹代の監督としての代表作4本をすべて4K修復版で上映する。
| 上映題         | 英語題                                                                 | 監督     | 製作国 | 備考                                                                                            | 出典        |
| -------------- | ---------------------------------------------------------------------- | -------- | ------ | ----------------------------------------------------------------------------------------------- | ----------- |
| 月は上りぬ     | The Moon Has Risen [4K Digitally Restored Version]                     | 田中絹代 | 日本   | アジアン・プレミア上映 1954年の作品 1955年1月8日に日本で劇場公開 4Kデジタル復元版での上映       | [ 上映 70 ] |
| 乳房よ永遠なれ | Forever a Woman [4K Digitally Restored Version]                        | 田中絹代 | 日本   | アジアン・プレミア上映 1955年の作品 1955年11月23日に日本で劇場公開 4Kデジタル復元版での上映     | [ 上映 71 ] |
| 流転の王妃     | The Wandering Princess (Ruten no Ohhi) [4K Digitally Restored Version] | 田中絹代 | 日本   | アジアン・プレミア上映 1960年の作品 1960年1月27日に日本で劇場公開 4Kデジタル修復版での上映      | [ 上映 72 ] |
| お吟さま       | Love Under the Crucifix (Ogin-sama) 4K Digitally Remastered Version    | 田中絹代 | 日本   | アジアン・プレミア上映 1962年の作品 1962年6月3日に日本で劇場公開 4Kデジタルリマスター版での上映 | [ 上映 73 ] |

### ユース
「TIFFチルドレン」は第31回（2018年）より続いている声優としても活躍している弁士の山崎バニラによるサイレント映画の名作に合わせ、大正琴やピアノの弾き語り活弁をする上映、「TIFFティーンズ」は国際映画祭で評価された作品の中から高校生世代に刺激を受けてもらいたい秀作を上映し、「TIFFティーンズ映画教室」は、中学生たちが限られた時間の中で映画を作り、その成果をスクリーンで発表する。

#### TIFFチルドレン
| 上映題 （劇場公開題・DVD題） | 英語題 （原題）                                                                               | 監督                                          | 製作国              | 備考                                                   | 出典        |
| --- | --------------------------------------------------------------------------------------------- | --------------------------------------------- | ------------------- | ------------------------------------------------------ | ----------- |
| 山崎バニラの活弁小絵巻2021 - 『争闘阿修羅街』（1938年/36分） - 『ローレル&ハーディの山羊の失恋』（1929年/22分） - 『ローレル&ハーディのリバティ』（1929年/18分） | Special Voice Performance by Yamazaki Vanilla - Fighting in AsuraTown - Angora Love - Liberty | 八代毅 ルイス・R・フォスター レオ・マッケリー | 日本 アメリカ合衆国 | 山崎バニラが大正琴やピアノの弾き語り活弁をする上映付き | [ 上映 74 ] |

#### TIFFティーンズ
| 上映題 （劇場公開題・DVD題） | 英語題 （原題） | 監督                              | 製作国         | 備考 | 出典        |
| --- | --- | --------------------------------- | -------------- | --- | ----------- |
| 牛 | Cow | アンドレア・アーノルド            | イギリス       | ジャパン・プレミア上映 | [ 上映 75 ] |
| クリプトズー | Cryptozoo | ダッシュ・ショウ                  | アメリカ合衆国 | ジャパン・プレミア上映 | [ 上映 76 ] |
| 私たちの永遠の夏 | Our Eternal Summer (L'Été l'éternité)                                                                                       | エミリー・オーセル                | フランス       | アジアン・プレミア上映 | [ 上映 77 ] |
| TIFFティーンズ映画教室2021 - 『4 sights』（11分） - 『ここにいるよ』（9分） - 『紙ひこうき』（10分） - 『映画が生まれるとき～TIFFティーンズ映画教室2021～』（40分） | TIFF2021: Teens Meet Cinema - 4 sights - Can You See Me? - A Paper Plane - When a Film Is Born TIFF 2021: Teens Meet Cinema | 青チーム 赤チーム 黄チーム 山本英 | 日本           | ワールド・プレミア上映 主催: 公益財団法人ユニジャパン（第34回東京国際映画祭実行委員会） 共催: 東京都 企画運営: 一般社団法人こども映画教室 特別講師: 瀬田なつき | [ 上映 78 ] |

### TIFFシリーズ
今回より新設された部門。TV放映、インターネット配信等を目的に製作されたシリーズものの秀作を日本国内での公開に先駆け、スクリーンで上映する。
| 上映題 （劇場公開題・DVD題）                                                                              | 英語題 （原題）                                                            | 監督                                      | 製作国            | 備考                                                                    | 出典        |
| --- | -------------------------------------------------------------------------- | ----------------------------------------- | ----------------- | ----------------------------------------------------------------------- | ----------- |
| フォークロア・シリーズ2 - 『フォークロア2:お出かけ』（47分） - 『フォークロア2:あの風が吹いた日』（55分） | Folklore 2 - Folklore 2: The Excursion - Folklore 2: The Day the Wind Blew | ニコール・ミドリ・ウッドフォード 松田聖子 | シンガポール 日本 | 102分の上映。 ワールド・プレミア上映 国際交流基金アジアセンター共催上映 | [ 上映 79 ] |
| 最初の花の香り                                                                                            | Fragrance of the First Flower (第一次遇見花香的那刻)                       | エンジェル・テン                          | 台湾              | アジアン・プレミア上映 国際交流基金アジアセンター共催上映               | [ 上映 80 ] |

### Amazonテイクワン賞
さらなる才能の発掘を目指して国内外で優れたオリジナル作品を制作し多様な映像作品を配信するAmazon Prime Videoの協賛を得て、東京国際映画祭が更なる才能の発掘を目指して今回より新設された部門。これまで商業映画の監督・脚本・プロデューサーを担当したことがない日本在住の映画作家の15分以内の短編作品を対象とし、約2か月間の応募期間に届いた223作品の応募の中から厳正なる審査を経た9作品がファイナリスト作品として選ばれた。東京国際映画祭の初日にTOHOシネマズシャンテで行われるファイナリスト作品の上映にて審査委員長である行定勲ら審査員5名が審査を行い、受賞結果は最終日にTOHOシネマズ日比谷で行われるクロージングセレモニーで発表される。受賞者には、Amazonから賞金100万円が贈られるほか、Amazonスタジオと長編映画の製作を模索し、脚本開発に取り組む機会も提供される。
| 上映題 | 英語題                            | 監督                                                                                       | 製作国 | 備考 | 出典        |
| --- | --------------------------------- | ------------------------------------------------------------------------------------------ | ------ | ---- | ----------- |
| Amazon Prime Video テイクワン賞 - 『夜行列車』 - 『窓越しのキス』 - 『水虎』 - 『日曜日、凪』 - 『なぎさ』 - 『Birdland』 - 『橋の下で』 - 『必要と不必要』 - 『EVEN』 | Amazon Prime Video Take One Award | 小田香 こだかさり 金子雅和 金允洙 (キム・ユンス) 古川原壮志 瑚海みどり 節田朋一郎 宮原拓也 | 日本   |      | [ 上映 81 ] |

### イベント

#### 国際交流基金アジアセンター × 東京国際映画祭 co-present トークシリーズ＠アジア交流ラウンジ
国際交流基金との共催プログラムの一環として、前回に引き続き、是枝裕和監督を中心とする検討会議メンバーの企画のもと、アジアを含む世界各国・地域を代表する映画人と第一線で活躍する日本の映画人が語り合うトークシリーズ。「越境」をテーマに、国境に限らず、様々な「境(ボーダー)」を越えること、越えていくことを含め、映画にまつわる思いや考えを存分に語り合う。
共催: 国際交流基金アジアセンター
「アジア交流ラウンジ」検討会議メンバー
- 荒木啓子（ぴあフィルムフェスティバル ディレクター）
- 石坂健治（東京国際映画祭シニア・プログラマー/日本映画大学教授）
- 市山尚三（東京国際映画祭プログラミング・ディレクター）
- 是枝裕和（映画監督）
- 土田環（山形国際ドキュメンタリー映画祭プログラムコーディネーター/早稲田大学講師（専任））
- 福間美由紀（株式会社分福 プロデューサー）

| イベント題                                                                              | 英語題                                                                                        | 登壇者 | 備考                           | 出典        |
| --------------------------------------------------------------------------------------- | --------------------------------------------------------------------------------------------- | --- | ------------------------------ | ----------- |
| イザベル・ユペール × 濱口竜介                                                           | Isabelle Huppert and Hamaguchi Ryusuke                                                        | イザベル・ユペール 濱口竜介 (モデレーター) 土田環                                                                                                | Zoomビデオウェビナーによる視聴 | [ 上映 82 ] |
| チャン・チェン × 是枝裕和                                                               | Chen Chang and Kore-eda Hirokazu                                                              | チャン・チェン 是枝裕和 (モデレーター) 是枝裕和                                                                                                  | Zoomビデオウェビナーによる視聴 | [ 上映 83 ] |
| 特別セッション「海外に映画を伝えるには」春本雄二郎 × 徐昊辰 (ジョ・コウシン) × 髙田志織 | Special session: Sharing Cinema Internationally Harumoto Yujiro, Xu Haochen and Takata Shiori | 春本雄二郎 ジョ・コウシン (映画ジャーナリスト/上海国際映画祭 プログラマー) 髙田志織 (東映株式会社 国際営業部営業室 課長) (モデレーター) 荒木啓子 | Zoomビデオウェビナーによる視聴 | [ 上映 84 ] |
| カミラ・アンディニ × 岨手由貴子                                                         | Kamila Andini and Sode Yukiko                                                                 | カミラ・アンディニ 岨手由貴子 (モデレーター) 土田環                                                                                              | Zoomビデオウェビナーによる視聴 | [ 上映 85 ] |
| バフマン・ゴバディ × 橋本愛                                                             | Bahman Ghobadi and Hashimoto Ai                                                               | バフマン・ゴバディ 橋本愛 (モデレーター) 市山尚三                                                                                                | Zoomビデオウェビナーによる視聴 | [ 上映 86 ] |
| ブリランテ・メンドーサ × 永瀬正敏                                                       | Brillante Ma Mendoza and Nagase Masatoshi                                                     | ブリランテ・メンドーサ 永瀬正敏 (モデレーター) 石坂健治                                                                                          | Zoomビデオウェビナーによる視聴 | [ 上映 87 ] |
| アピチャッポン・ウィーラセタクン × 西島秀俊                                             | Apichatpong Weerasethakul and Nishijima Hidetoshi                                             | アピチャッポン・ウィーラセタクン 西島秀俊 (モデレーター) 市山尚三                                                                                | Zoomビデオウェビナーによる視聴 | [ 上映 88 ] |
| ポン・ジュノ × 細田守                                                                   | Bong Joon-ho and Hosoda Mamoru                                                                | ポン・ジュノ 細田守 (モデレーター) 荒木啓子 | Zoomビデオウェビナーによる視聴 | [ 上映 89 ] |

#### 屋外上映
東京ミッドタウン日比谷 日比谷ステップ広場にてコメディ、青春、SF、音楽、アクション、仮面ライダーといった国際映画祭らしい多彩なラインナップの野外上映会を開催。
共催:東京都 協賛:東京ミッドタウンマネジメント株式会社/一般社団法人日比谷エリアマネジメント

##### 仮面ライダー50th 仮面ライダーアニバーサリー in TIFF
今年50周年を迎え、ジャパニーズ・アニメーション部門の特集上映も行われる「仮面ライダー」シリーズからは『仮面ライダー 8人ライダーVS銀河王』、『仮面ライダーアマゾンズ』、『仮面ライダーオーズ/OOO』、『仮面ライダードライブ』のキャスト・スタッフによるオンライントークイベント付き野外上映が行われる。
協力:東映ビデオ株式会社
| 上映題                                                                             | 英語題                                                              | 監督                | 製作国 | 備考 | 出典        |
| ---------------------------------------------------------------------------------- | ------------------------------------------------------------------- | ------------------- | ------ | --- | ----------- |
| 仮面ライダー 8人ライダーVS銀河王                                                   | MASKED RIDER: 8 Riders vs. Gingaoh                                  | 石森章太郎 平山公夫 | 日本   | 1980年の作品 1980年3月15日に日本で劇場公開                                                                            | [ 上映 90 ] |
| 平成ライダー対昭和ライダー 仮面ライダー大戦 feat.スーパー戦隊                      | Heisei Rider vs. Showa Rider: KAMEN RIDER Taisen feat. Super Sentai | 柴﨑貴行            | 日本   | 2014年の作品 2014年3月29日に日本で劇場公開                                                                            | [ 上映 91 ] |
| 劇場版 仮面ライダーオーズ WONDERFUL 将軍と21のコアメダル                           | KAMEN RIDER OOO Wonderful: The Shogun and the 21 Core Medals        | 柴﨑貴行            | 日本   | 2011年の作品 2011年8月6日に日本で劇場公開                                                                             | [ 上映 92 ] |
| オーズ・電王・オールライダー レッツゴー仮面ライダー                                | Let's Go KAMEN RIDER                                                | 金田治              | 日本   | 2011年の作品 2011年4月1日に日本で劇場公開                                                                             | [ 上映 93 ] |
| 劇場版 仮面ライダーアマゾンズ Season 1 覚醒                                        | Amazon Riders Season 1                                              | 石田秀範            | 日本   | 2016年の作品 2018年5月5日に日本で劇場公開                                                                             | [ 上映 94 ] |
| 劇場版 仮面ライダーアマゾンズ Season 2 輪廻                                        | Amazon Riders Season 2                                              | 石田秀範            | 日本   | 2016年の作品 2018年5月12日に日本で劇場公開                                                                            | [ 上映 95 ] |
| 仮面ライダーアマゾンズ THE MOVIE 最後ノ審判                                        | Amazon Riders the Movie                                             | 石田秀範            | 日本   | 2018年の作品 2018年5月19日に日本で劇場公開                                                                            | [ 上映 96 ] |
| 劇場版 仮面ライダードライブ サプライズ・フューチャー                               | KAMEN RIDER DRIVE Surprise Future                                   | 柴﨑貴行            | 日本   | 2015年の作品 2015年8月8日に日本で劇場公開                                                                             | [ 上映 97 ] |
| ドライブサーガ『仮面ライダーチェイサー』/『仮面ライダーマッハ/仮面ライダーハート』 | "KAMEN RIDER CHASER" / "KAMEN RIDER MACH/KAMEN RIDER HEART"         | 石田秀範            | 日本   | 2016年の作品 2016年4月20日に日本でオリジナルビデオとしてリリース/2016年11月16日に日本でオリジナルビデオとしてリリース | [ 上映 98 ] |

##### 東京国際映画祭　屋外上映会2021
| 上映題                                                             | 英語題                                                                   | 監督                                                       | 製作国                           | 備考                                                                                        | 出典         |
| ------------------------------------------------------------------ | ------------------------------------------------------------------------ | ---------------------------------------------------------- | -------------------------------- | ------------------------------------------------------------------------------------------- | ------------ |
| シティーハンター THE MOVIE 史上最香のミッション デラックス吹替版   | Nicky Larson et le Parfum de Cupidon (Japanese-dubbed version)           | フィリップ・ラショー                                       | フランス                         | 日比谷屋外オープニング上映 日本語吹替版での上映 2019年の作品 2019年11月29日に日本で劇場公開 | [ 上映 99 ]  |
| はじまりのうた                                                     | Begin Again                                                              | ジョン・カーニー                                           | アメリカ合衆国                   | 2013年の作品 2015年2月7日に日本で劇場公開                                                   | [ 上映 100 ] |
| カセットテープ・ダイアリーズ                                       | Blinded by the Night                                                     | グリンダ・チャーダ                                         | イギリス アメリカ合衆国 フランス | 2019年の作品 2020年7月3日に日本で劇場公開                                                   | [ 上映 101 ] |
| ジョン・ウィック:チャプター2                                       | John Wick: Chapter 2                                                     | チャド・スタエルスキ                                       | アメリカ合衆国                   | 2017年の作品 2017年7月7日に日本で劇場公開                                                   | [ 上映 102 ] |
| ヴェノム                                                           | Venom                                                                    | ルーベン・フライシャー                                     | アメリカ合衆国                   | 2018年の作品 2018年11月2日に日本で劇場公開                                                  | [ 上映 103 ] |
| 攻殻機動隊 STAND ALONE COMPLEX The Laughing Man                    | Ghost in the Shell: Stand Alone Complex - The laughing man               | 神山健治                                                   | 日本                             | 2005年の作品 2005年9月23日に日本でビデオとしてリリース                                      | [ 上映 104 ] |
| The Taste of Nature 世界で一番おいしいチョコレートの作り方         | The Taste of Nature the Making of the World's Best Bean to Bar Chocolate |                                                            | 日本                             | 2021年の作品                                                                                | [ 上映 105 ] |
| サンタ・カンパニー 〜クリスマスの秘密〜/〜真夏のメリークリスマス〜 | SANTA COMPANY Secret of Christmas / Midsummer Merry Christmas            | 糸曽賢志                                                   | 日本                             | 2019年の作品/2021年の作品                                                                   | [ 上映 106 ] |
| スパイダーマン:スパイダーバース                                    | Spider-Man: Into the Spider-Verse                                        | ボブ・ペルシケッティ ピーター・ラムジー ロドニー・ロスマン | アメリカ合衆国                   | 2018年の作品 2019年3月8日に日本で劇場公開                                                   | [ 上映 107 ] |
| スパイダーマン:ホームカミング                                      | Spider-Man: Homecoming                                                   | ジョン・ワッツ                                             | アメリカ合衆国                   | 2017年の作品 2017年8月11日に日本で劇場公開                                                  | [ 上映 108 ] |
| ブレードランナー 2049                                              | Blade Runner 2049                                                        | ドゥニ・ヴィルヌーヴ                                       | アメリカ合衆国                   | 2017年の作品 2017年10月27日に日本で劇場公開                                                 | [ 上映 109 ] |
| ベイビー・ドライバー                                               | Baby Driver                                                              | エドガー・ライト                                           | イギリス アメリカ合衆国          | 2017年の作品 2017年8月19日に日本で劇場公開                                                  | [ 上映 110 ] |
| メッセージ                                                         | Arrival                                                                  | ドゥニ・ヴィルヌーヴ                                       | アメリカ合衆国                   | 2016年の作品 2017年5月19日に日本で劇場公開                                                  | [ 上映 111 ] |

##### アイム・ユニバースpresents 「つばめ刑事」イベント上映
東京ヤクルトスワローズのマスコット「つば九郎」を招いて筆談イベントと2019年に球団が50周年を記念して製作した配信ドラマ『つばめ刑事』の全12話の中の3話の上映会を開催した。
| 上映題     | 英語題       | 監督   | 製作国 | 備考         | 出典         |
| ---------- | ------------ | ------ | ------ | ------------ | ------------ |
| つばめ刑事 | Tsubame Deka | 諏訪雅 | 日本   | 2019年の作品 | [ 上映 112 ] |

#### その他
- ワールド・シネマ・カンファレンス 「映画界の未来」[上映 113]
World Cinema Conference “Future of the Film Industry”

長年にわたり、アジアを代表する国際的な映画祭として優れた映画を発信してきた東京国際映画祭がさらなる飛躍に向けて、海外から国際映画祭の最前線で活躍する著名な映画人の方々を招き、「映画界の未来」をテーマに議論し、映画を通じて交流する場「ワールド・シネマ・カンファレンス」を開催する。
登壇ゲスト: フレデリック・ボワイエ (トライベッカ映画祭 アーティスティック・ディレクター)、カルロ・シャトリアン (ベルリン映画祭 アーティスティック・ディレクター)、ジャン＝ミシェル・フロドン (映画評論家/映画史家/パリ政治学院准教授/セントアンドリュース大学名誉教授)、クリスチャン・ジュンヌ (カンヌ映画祭代表補佐 映画部門ディレクター)、ローナ・ティー (プロデューサー/キュレーター)

## 共催・提携企画
- 特別提携企画 ぴあフィルムフェスティバル (PFF) 「PFFアワード2021」グランプリ受賞作品上映

国立映画アーカイブにて開催され、「映画の新しい才能の発見と育成」をテーマに、今年で43回目を迎えた世界最大の自主映画の祭典ぴあフィルムフェスティバル（PFF）との提携企画。9月24日に発表されたグランプリ受賞作品を上映する。
| 上映題     | 英語題     | 監督       | 製作国 | 備考 | 出典         |
| ---------- | ---------- | ---------- | ------ | ---- | ------------ |
| ばちらぬん | BACHIRANUN | 東盛あいか | 日本   |      | [ 上映 114 ] |

- 「SKIPシティ 国際Dシネマ映画祭2021」 受賞作品上映

今年はオンラインで開催されたSKIPシティ国際Dシネマ映画祭。10月3日に発表された受賞作の中から国内コンペティションの優秀作品賞 (長編部門)を受賞した『夜を越える旅』を上映した。
| 上映題       | 英語題                   | 監督     | 製作国 | 備考 | 出典         |
| ------------ | ------------------------ | -------- | ------ | ---- | ------------ |
| 夜を越える旅 | Journey Beyond the Night | 萱野孝幸 | 日本   |      | [ 上映 115 ] |

- 第18回文化庁映画週間

文化庁の日本映画の振興及び発展のために、様々な観点から取組む一環として開催される文化庁映画週間は、優れた文化記録映画や日本映画に永年功績のあった方々を顕彰するとともに、あらゆる立場の人々が映画を通じて集う場を提供するために記念上映会やシンポジウムなどを開催した。
| 上映題                              | 英語題                                                       | 監督                | 製作国 | 備考 | 出典         |
| ----------------------------------- | ------------------------------------------------------------ | ------------------- | ------ | --- | ------------ |
| 夜明け前のうた 消された沖縄の障害者 | Singing in the Dark: Erasing the Disabled of Okinawa         | 原義和              | 日本   | 令和3年度文化庁映画賞 文化記録映画優秀賞受賞作品 2020年の作品 2021年3月20日に日本で劇場公開                              | [ 上映 116 ] |
| きこえなかったあの日                | Silence on That Day                                          | 今村彩子            | 日本   | インターナショナル・プレミア 令和3年度文化庁映画賞 文化記録映画優秀賞受賞作品 2021年の作品 2021年2月27日に日本で劇場公開 | [ 上映 117 ] |
| 二重のまち/交代地のうたを編む       | Double Layered Town / Making a Song to Replace Our Positions | 小森はるか 瀬尾夏美 | 日本   | 令和3年度文化庁映画賞 文化記録映画優秀賞受賞作品 2019年の作品 2021年2月27日に日本で劇場公開                              | [ 上映 118 ] |

- 日本映画監督協会新人賞 上映とシンポジウム

日本映画監督協会が映画の明日を担う新人監督に贈る日本映画監督協会新人賞の今回(第61回)の受賞監督であるHIKARI監督が映画の未来について語る。
| 上映題     | 英語題     | 監督   | 製作国 | 備考                                      | 出典         |
| ---------- | ---------- | ------ | ------ | ----------------------------------------- | ------------ |
| 37セカンズ | 37 Seconds | HIKARI | 日本   | 2019年の作品 2020年2月7日に日本で劇場公開 | [ 上映 119 ] |

- 第22回東京フィルメックス

日程: 10月30日(土) - 11月7日(日)
会場: 有楽町朝日ホール/ヒューマントラストシネマ有楽町/オンライン上映
アジアの新進作家の独創的な作品を集めた「コンペティション」で約10作品、作家性溢れ、現在の世界の映画製作のトレンドを紹介する「特別招待作品」で約8作品を上映する。
- 第1回みなとシネマフェスタ

日程: 11月28日(日) - 12月5日(日)
会場: 赤坂区民センター/高輪区民センター/リー ブラホール(みなとパーク芝浦 1F)/台場区民センター/麻布区民センター/神明いきいきプラザ
誰もが喜びや感動を身近で共有できる場を提供するために港区の5地区で親子で楽しめる作品やバリアフリー字幕と音声ガイド付きの上映作品など映画を楽しむイベントを開催。
- MPAセミナー

日程: 11月4日(木)
会場: 六本木アカデミーヒルズ49 オーディトリアム
「2021年日本のオンライン海賊版事情」をテーマに、コンテンツを保護し、オンライン海賊版と闘うための最善の方法に焦点を当てた。
- 京都フィルムメーカーズラボ

日程: 2022年1月26日(水) - 30日(日)
会場: 松竹撮影所/東映京都撮影所/京都文化博物館 ほか
プロの支援の下、京都の撮影所で短編時代劇を製作するプログラムと世界で活躍する映画人によるレクチャーで構成された国内外の若手映像作家が対象のワークショップ。
- オンライン「コリアン・シネマ・ウィーク2021」

日程: 11月2日(火) - 7日(日)
会場: オンライン
作品性の高い独立映画を中心に、韓国映画の様々な魅力を感じる多様なジャンルとテーマの日本未公開の最新作をオンラインで上映する。
- ショートショート フィルムフェスティバル & アジア 2021 秋の映画祭

日程: 10月21日(木) - 31日(日) (オンライン会場は10月1日(金) - 31日(日))
会場: 東京都写真美術館/オンライン会場
2021年の映画祭受賞作品や短編アニメーション特集、剛力彩芽によるプロジェクト3作品の全編初公開が行われる。
- 2021東京・中国映画週間

日程: 10月25日(月) - 31日(日)
会場: TOHOシネマズ日本橋
勢いの止まらない中国映画の話題作・最新作を一挙公開する。
- 第18回ラテンビート映画祭

日程: 10月30日(土) - 11月8日(日)
会場: TOHOシネマズシャンテ、シネスイッチ銀座、ヒューマントラストシネマ有楽町
今回は単独開催による新宿バルト9、梅田ブルク7、横浜ブルク13での劇場上映やデジタル配信ではなく、当映画祭との共催企画である「第18回ラテンビート映画祭 IN TIFF」という形式でワールド・フォーカス部門内にて3作品を劇場上映する。
- オンラインシンポジウム「ジェンダー格差、労働環境、日本映画のこれからを考える」

日程: 11月2日(火)
会場: オンライン
日本社会全体でもジェンダーギャップ解消が注目を集め始めた昨今、監督に限らず、撮影・脚本・編集で女性比率が著しく低い映画業界におけるジェンダーギャップはどういった弊害をもたらしたか、ジェンダーギャップを解消するためには労働環境改善が必要なのかを映画祭ディレクター、監督、スタッフ、社会学者など、多様な立場のゲストを招き、意見を交わしつつ、問題改善に向けた施策を考えていく。
- 第15回 田辺・弁慶映画祭

日程: 11月19日(金) - 21日(日)
会場: 紀南文化会館/オンライン
- ポーランド映画祭2021

日程: 11月20日(土)・21日(日)・23日(火・祝)・27日(土)・28日(日)
会場: 東京都写真美術館ホール
- MPTE AWARDS 2021 第74回表彰式

日程: 11月10日(水)
会場: 東京国際フォーラム ホールD5
- 映文連 国際短編映像祭 映文連アワード2021

日程: 11月29日(月) - 12月1日(水)
会場: 国立新美術館講堂(表彰式)/ユーロライブ(上映会)
- サヤマdeシネマ Vol.5

日程: 12月18日(土)
会場: 狭山市市民会館小ホール
映画祭にインターンとして参加していた西武文理大学の学生が“西武文理大学のある狭山で、私たちの東京国際映画祭を作りたい!”という一言からはじまった学生が選んだこだわりの作品を上映する企画。
- TIFFCOM 2021 – MARKETPLACE FOR FILM AND TV IN ASIA –

日程: 11月1日(月) - 3日(水)
会場: オンライン
18回目を迎える東京国際映画祭併設の映像コンテンツマーケット。今年は参加者のニーズに沿った“オンライン・マーケット”にて開催された。
- コ・フェスタ2021

日程: 2021年5月 - 2022年3月
会場: 日本各地および海外
日本のコンテンツ産業や親和性の高い産業に関わる各種イベントを効果的に海外に発信するための海外発信力強化支援プロジェクト。本映画祭はプロジェクトのコアイベントとして開催されている。

## 審査員
コンペティション
- イザベル・ユペール ( フランス/女優) 審査員長
- 青山真治 ( 日本/映画監督・脚本家)
- クリス・フジワラ ( アメリカ合衆国/映画評論家・プログラマー)
- ローナ・ティー ( マレーシア/プロデューサー・キュレーター)
- 世武裕子 ( 日本/映画音楽作曲家)

アジアの未来
- 韓燕麗 ( 中国/東京大学 大学院総合文化研究科 教授) 審査員長
- 北條誠人 ( 日本/ユーロスペース支配人)
- 石井裕也 ( 日本/映画監督)

Amazon Prime Videoテイクワン賞
- 行定勲 ( 日本/映画監督) 審査員長
- 渡辺真起子 ( 日本/女優)
- 磯見俊裕 ( 日本/美術監督)
- アンドリアナ・ツヴェトコビッチ ( 北マケドニア/元駐日マケドニア大使・映画監督)
- エリカ・ノース (Amazonスタジオアジアパシフィック責任者)

## プログラミング・ディレクター ・作品選定コミッティメンバー
- プログラミング・ディレクター[26]
  - プログラミング・ディレクター: 市山尚三
  - シニア・プログラマー: 石坂健治
  - 「ジャパニーズ・アニメーション」部門 プログラミング・アドバイザー: 藤津亮太
- 第34回東京国際映画祭 作品選定コミッティメンバー[26]
  - 安藤紘平 (早稲田大学名誉教授)
  - 石坂健治 (東京国際映画祭 シニア・プログラマー)
  - 市山尚三 (東京国際映画祭 プログラミング・ディレクター)
  - 金原由佳 (映画ジャーナリスト)
  - 関口裕子 (映画ジャーナリスト)
- その他
  - チェアマン: 安藤裕康[80]
  - フェスティバル・アンバサダー: 橋本愛[21]

## 受賞結果
11月8日にTOHOシネマズ日比谷で行われたクロージングセレモニーにて各賞が発表された。
コンペティション
- 東京グランプリ/東京都知事賞 – 『ヴェラは海の夢を見る』 - カルトリナ・クラスニチ
- 審査委員特別賞 – 『市民（英語版）』 - テオドラ・アナ・ミハイ
- 最優秀監督賞 – ダルジャン・オミルバエフ（英語版） - 『ある詩人』
- 最優秀女優賞 – フリア・チャベス - 『もうひとりのトム』
- 最優秀男優賞 – アミル・アガエイ、ファティヒ・アル、バルシュ・ユルドゥズ、オヌル・ブルドゥ - 『四つの壁』
- 最優秀芸術貢献賞 – 『クレーン・ランタン』 - ヒラル・バイダロフ
- 観客賞 – 『ちょっと思い出しただけ』 - 松居大悟
- スペシャルメンション – 『ちょっと思い出しただけ』 - 松居大悟

アジアの未来
- アジアの未来 作品賞 – 『世界、北半球』 - ホセイン・テヘラニ

Amazon Prime Video テイクワン賞
- Amazon Prime Video テイクワン賞 – 『日曜日、凪』 - 金允洙
- Amazon Prime Video テイクワン審査委員特別賞 – 『橋の下で』 - 瑚海みどり